# Gerbillus amoenus
Gerbillus amoenus är en däggdjursart som först beskrevs av de Winton 1902.  Gerbillus amoenus ingår i släktet Gerbillus, och familjen råttdjur. Inga underarter finns listade.

## Beskrivning
En liten ökenråtta med en längd av 16 till 25 cm inklusive den 9 till 15 cm långa svansen. Arten väger mellan 14 och 36 g. Ovansidan är gulbrun till brun, ljusare på sidorna, och med en stor, vit fläck på bakdelen. Buksidan är vit och svansen tvåfärgad med svart ovansida, ljust brungul undersida och en kort, brun tofs. Fotsulorna är nakna och opigmenterade.

## Ekologi
Gerbillus amoenus lever i ökenområden med förhållandevis rikt jordlager som wadier, saltträsk och oaser rika på buskartad växtlighet. Den är en nattaktiv art som gräver ut ett enkelt bo omkring 25 cm under markytan. Det förekommer också att den tar över övergivna bon av Psammomys obesus. Födan består av gröna delar och frön av växter, framför allt törelväxter och mållväxter.

## Utbredning
Utbredningsområdet omfattar Libyen och Egypten.

## Status
Arten är vanlig i sitt utbredningsområde, och IUCN kategoriserar den globalt som livskraftig ("LC"). Inga hot är registrerade.